# Brycon posadae
Brycon posadae е вид лъчеперка от семейство Bryconidae.

## Разпространение
Видът е разпространен в Еквадор и Колумбия.

## Описание
На дължина достигат до 14,8 cm.